# Jan de Hoog
Jan Willem Petrus Ignatius (Jan) de Hoog (Oosterhout, 27 september 1921 – Amsterdam, 3 januari 1982) was een Nederlands dirigent.
Hij was zoon van banketbakker Johannes Wilhelmus Maria de Hoog en Adrian Dymphia Helena Maria van Laarhoven. Hij was getrouwd met sopraan Lucienne Bouwman (1925-2020), opgeleid aan het Amsterdams Conservatorium en later ook docent aan het Stedelijk Conservatorium Zwolle. Dochter Viola de Hoog werd cellist bij onder andere het Schönberg Kwartet, Caecile was enige tijd fagottiste, werd later vertaalster.
Het zag er in eerste instantie niet naar uit dat hij in de muziekwereld zou stappen. Hij begon namelijk aan een studie economie, maar voltooide die niet. Hij wendde zich tot een muziekstudie bij L.Bogtman en H. Schey. Daarne volgende van 1945 tot 1949 een studie aan het Conservatorium van Amsterdam, onder andere koordirectie bij Anthon van der Horst. In 1950 studeerde hij bij Paul van Kempen aan de Accademia Musicale Chigiana te Siena. Hij kreeg voorts nog opleiding van Willem van Otterloo in 1954 tijdens een dirigentencursus uitgeschreven door de Nederlandse Radio Unie.
Onderwijl stond hij voor tal van koren (bijvoorbeeld het Haags Toonkunstkoor van 1969 tot 1982 en het Hoofdstadkoor), oratoriumverenigingen en symfonieorkesten, waaronder de radio-orkesten en het Brabants Orkest, waarbij Lucienne weleens soleerde. De Hoog gaf ook muzieklessen ter toelichting van te houden schoolconcerten.